# Puerta de Torreón
La Puerta de Torreón, (chiamata anche "La Puerta Amarilla de Torreón", in italiano: "La Porta Gialla di Torreón"), è una scultura monumentale urbana situata alla periferia della città di Torreón, nello stato di Coahuila nel nord del Messico.

## Storia
La scultura è stata costruita al centro di una rotonda sulla circonvallazione di Torreón, a poche centinaia di metri dal fiume Nazas, fiume che segna il confine tra gli stati federati di Coahiula e Durango, ad opera dello scultore messicano Enrique Carbajal González detto "Sebastián", autore di altre sculture monumentali in Messico, quali la Puerta de Chihuahua nella città di Chihuahua e il Monuento a la Mexicanidad (detto La "X"), di Ciudad Juárez. Venne inaugurata il 21 ottobre 2003 dal governatore di Coahuila in carica in quel periodo, Enrique Martínez y Martínez. Nel novembre 2022, la Dirección de Obras Públicas Municipal de Torreón, ha eseguo interventi di riabilitazione e manutenzione completi, quali la riverniciatura completa della scultura e sistemazione dell'area circostante.

## Descrizione e significato

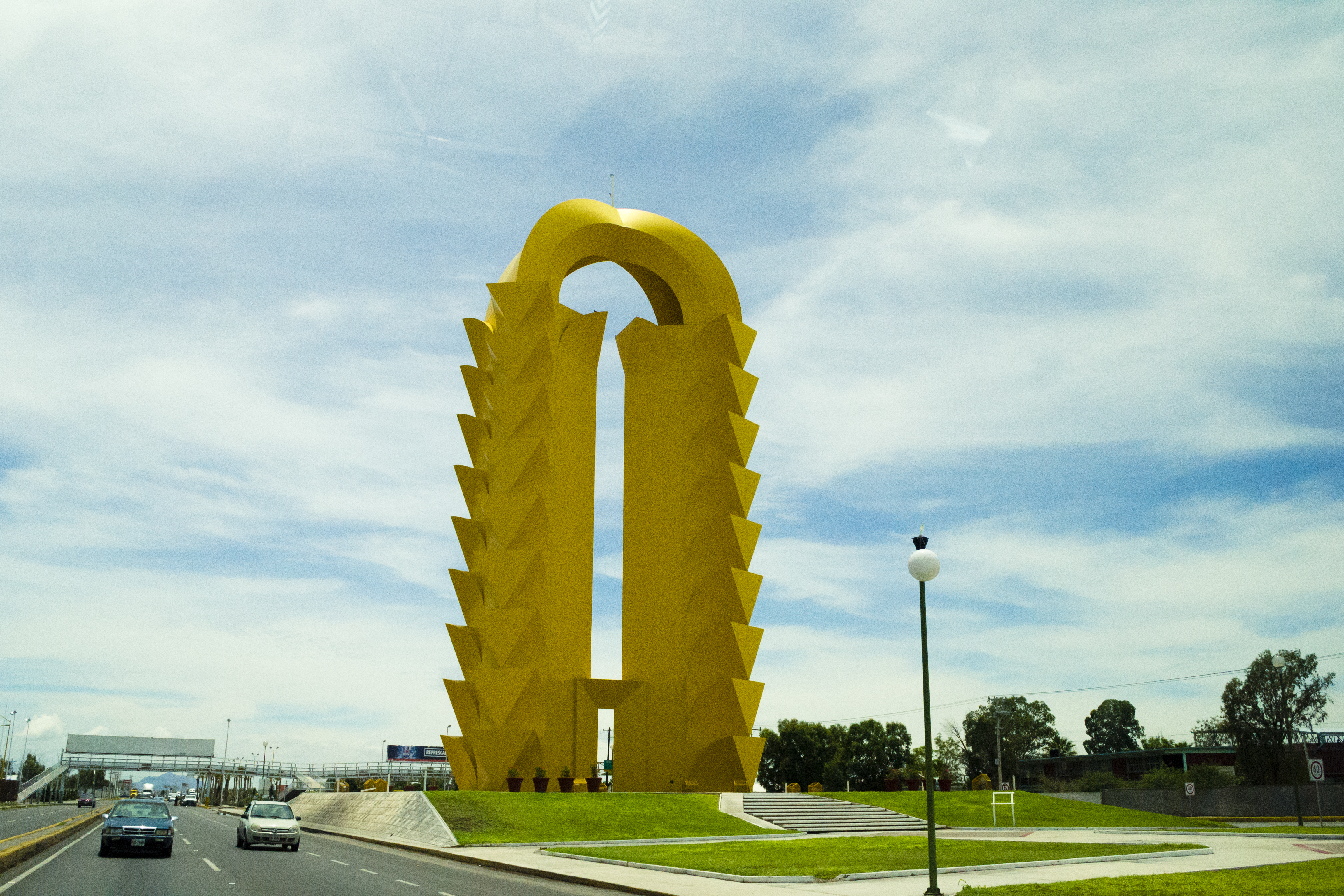
Le spighe di grano all'ingresso di Torreón, sulla strada per la città di Gómez Palacio.

Secondo lo stesso artista Enrique Carbajal "Sebastián", questo monumento rappresenta una porta aperta formata da due spighe di grano, che si uniscono sulla cima, le quali simboleggiano l'agricoltura, l'arrivo e l'insediamento dei primi coloni nella regione. Il suo colore giallo allude al deserto in cui si trova la "Comarca Lagunera", zona conformata dalle tre città di Torreón, Gómez Palacio e Ciudad Lerdo. Inoltre, la spiga è composta da 38 grani che rappresentano ciascuno dei 38 comuni dello Stato di Coahuila. L'artista spiegò anche che secondo la sua idea, "La porta è estremamente monumentale, tanto che l'uomo alza la testa e rende omaggio al monumento e alla sua grandiosità. L'idea è che poi abbassi la testa e possa passare attraverso l'architrave, (la parte inferiore), che è a misura d'uomo, perfettamente in armonia con l'intero spazio aperto, permettendogli di guardare il cielo attraverso la porta."

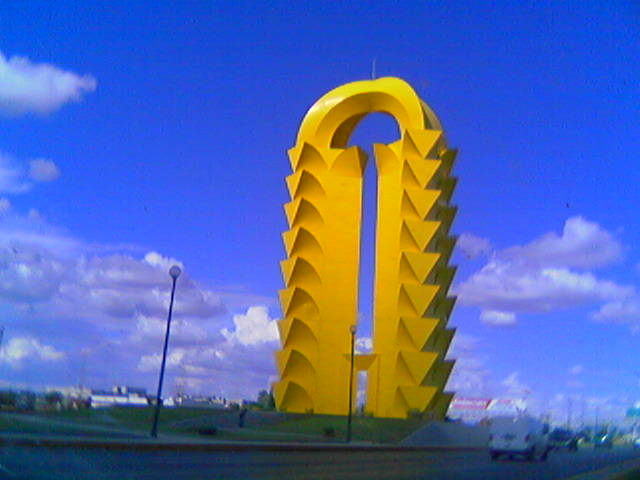
Altra vista della "Puerta de Torreón"